# 5791 Comello
5791 Comello eller 4053 T-2 är en asteroid i huvudbältet som upptäcktes den 29 september 1973 av den nederländsk-amerikanske astronomen Tom Gehrels och det nederländska astronomparet Ingrid van Houten-Groeneveld och Cornelis Johannes van Houten vid Palomarobservatoriet. Den är uppkallad efter den holländske amatörastronomen Georg Comello.
Asteroiden har en diameter på ungefär 7 kilometer och den tillhör asteroidgruppen Koronis.